# Psychology Today
Psychology Today est un magazine américain publiant sur le thème de la psychologie, fondé en 1967 par un psychologue, Nicholas Charney, dont l'objectif est de rendre cette discipline scientifique plus accessible au grand public.